# Публій Елій Гутта Кальпурніан
Публій Елій Гутта Кальпурніан (лат. Publius Aelius Gutta Calpurnianus, I ст. н. е.) — давньоримський спортсмен, відомий колісничий часів Октавіана Августа та Тиберія, за іншою гіпотезою — Калігули чи Клавдія.

## Життєпис
Довге ім'я цього спортсмена свідчить, що він походить з відомої родини громадян. Походив з роду нобілів Кальпурніїв. Втім його предки невідомі. З огляду на все всиновлений представником Еліїв, ставши Публієм Елієм Кальпурніаном. Походження когноманема «Гутта» (каміння або падіння) поки не з'ясовано. Відповідно до знайдених зображень мав невисокий зріст та значну вагу.
Обрав кар'єру колісничого внаслідок різних обставин: або збіднів, або на догоду імператорові Калігулі, який полюбляв змагання квадриг. Публій Гутта виступав за усі партії: синіх, зелених, червоних та білих, загалом здобувши 1127 перемог і заробивши 1,23 млн сестерціїв. Відомий перемогами-«реміссус», тобто біля самого фінішу; «помпа» — відразу після урочистої процесії; «педібус» — останні метри коні конкурентів змагалися, йдучи кроком.
Був доволі заможним, щоб звести невеличкий мавзолей або поховальну камеру, яку було прикрашено барельєфом із зображенням перемог Гутти, рештки якого нині представлено в садах Палаццо Каффареллі у Римі.